# Transformacja blastyczna
Transformacja blastyczna jest sumą zmian, jaką przechodzi dany limfocyt po pobudzeniu antygenem, mitogenem lub superantygenem. Głównymi różnicami, względem niepobudzonego limfocytu, są: sfałdowanie powierzchni błony komórkowej, rozpoczęcie produkcji i wydzielania cytokin oraz wydzielanie przeciwciał w przypadku limfocytów B.
Mitogenami odpowiedzialnymi za transformację limfocytów B są lipopolisacharyd (LPS) i mitogen szkarłatki (PWM). Dla limfocytów T jest to fitohemaglutynina, konkanawalina A (ConA) i szczepionka BCG (przeciwko gruźlicy).
Transformacji blastycznej towarzyszy przejście komórki limfocytarnej ze spoczynkowego stanu G0 do fazy G1 podziałowego cyklu komórkowego. Skutkiem zjawiska tego jest proliferacja, zaś sam proces zachodzi w obwodowych (wtórnych) narządach limfatycznych. To właśnie intensywna proliferacja limfocytów jest przyczyną powiększenia tych narządów (np. śledziony i węzłów chłonnych).